# James Grier Miller
James Grier Miller (Pittsburgh, 17 juli 1916 – La Jolla, 7 november 2002) was een Amerikaans bioloog
Hij werd bekend door z'n volumineuze boek Living systems theory. Als coördinator was Miller nauw betrokken bij de organisatie van algemene systeemtheorie.  